# Цируле, Илзе
И́лзе Ци́руле (латыш. Ilze Cīrule; 2 декабря 1964 — 10 марта 2018) — латвийский государственный деятель.

## Биография
Родилась 2 декабря 1964 года в Латвийской ССР. В 1989 году окончила факультет архитектуры Рижского политехнического института. С 1993 года по 2005 год работала в страховой компании Balta, с 2003 года занимала должность вице-президента. В 2003 году окончила Рижскую школу бизнеса, получив степень магистра в менеджменте. В 2006 году возглавила отдел развития продаж «Parekss apdrošinašanas kompānija». С 2006 года по 2016 год — финансовый директор страховой компании AAS «Gjensidige Baltic». С 14 ноября 2016 по март 2018 года занимала должность генерального директора Службы государственных доходов Латвии.
10 марта 2018 года была найдена мёртвой в своей квартире.